# Wojciech Kilar
Wojciech Kilar (Leopoli, 17 luglio 1932 – Katowice, 29 dicembre 2013) è stato un compositore polacco, uno dei più importanti autori di colonne sonore cinematografiche del suo paese.

## Biografia
Ha al suo attivo la maggior parte delle colonne sonore degli ultimi film di Roman Polański tra cui La morte e la fanciulla, La nona porta e Il pianista.
Ha scritto anche le musiche per il film di Francis Ford Coppola Dracula di Bram Stoker e quello di Krzysztof Zanussi Persona non grata.
Kilar ha anche composto la colonna sonora del film di Jane Campion Ritratto di signora del 1996, con Nicole Kidman, e per Sami swoi, film polacco del 1967.

## Filmografia parziale

### Colonne sonore
- Sami swoi, regia di Sylwester Chęciński (1967)
- Vita di famiglia (Zycie rodzinne), regia di Krzysztof Zanussi (1971)
- La terra della grande promessa (Ziemia obiecana), regia di Andrzej Wajda (1975)
- David, regia di Peter Lilienthal (1979)
- Le Roi et l'Oiseau, regia di Paul Grimault (1980)
- Constans, regia di Krzysztof Zanussi (1980)
- Imperativo (Imperativ), regia di Krzysztof Zanussi (1982)
- L'anno del sole quieto (Rok spokojnego slonca), regia di Krzysztof Zanussi (1984)
- Paradigma, regia di Krzysztof Zanussi (1985)
- La Table tournante, regia di Paul Grimault e Jacques Demy (1988)
- Dracula di Bram Stoker (Bram Stoker's Dracula), regia di Francis Ford Coppola (1992)
- La morte e la fanciulla (Death and the Maiden), regia di Roman Polański (1994)
- Ritratto di signora (The Portrait of a Lady), regia di Jane Campion (1996)
- La nona porta (The Ninth Gate), regia di Roman Polański (1999
- Il pianista (The Pianist), regia di Roman Polański (2002)
- Zemsta - La Vendetta (Zemsta), regia di Andrzej Wajda (2002)
- Persona non grata, regia di Krzysztof Zanussi (2005)
- Il sole nero, regia di Krzysztof Zanussi (2007)
- I padroni della notte (We Own the Night), regia di James Gray (2007)